# Кривенково (Сумская область)
Кривенково (укр. Кривенкове) — село,
Иващенковский сельский совет,
Глуховский район,
Сумская область,
Украина.
Код КОАТУУ — 5921583003. Население по переписи 2001 года составляло 72 человека.

## Географическое положение
Село Кривенково находится на расстоянии до трёх километров от сёл Береза, Иващенково и Шакутовщина.
По селу протекает пересыхающий ручей с запрудой.
К селу примыкает лесной массив.

## Достопримечательности
- Поблизости села Кривенково найдены остатки поселения эпохи неолита (IV тыс. до н. э.).